# Csoóri Sándor (népzenész, 1956)
Csoóri Sándor (ifjabb Csoóri Sándor, Budapest, 1956. február 19.–) Kossuth- és Liszt Ferenc-díjas magyar dalszerző, a hazai hangszeres népzenei mozgalom egyik elindítója, a Muzsikás együttes és a Magyar Dudazenekar alapító tagja, Csoóri Sándor fia.

## Életpályája
Édesanyja Marosi Julianna népdalénekes, édesapja Csoóri Sándor író-költő. Zenei tanulmányait a Lorántffy Zsuzsanna Zenei Általános Iskolában kezdte, ahol a kötelező furulya mellett klasszikus gitárt tanult 8 évig. 1973-ban alapító tagja a Muzsikás együttesnek, amivel 23 évig zenélt itthon és külföldön. 1997-től új együttesével, az Ifjú Muzsikás Együttessel játszik. 1977 és 2002 között az Óbudai Népzenei Iskola tanára, ahol népi hegedűt, brácsát, bőgőt, tekerőlantot és magyar dudát tanított. 2002 óta az Ürömi Zeneiskola tanára. 2000-ben G. Nagy Ilián költő, drámaíró, megírta Jézus születése című művét, majd felkérte Csoóri Sándort a mű megzenésítésére, mert folk-operát szeretett volna belőle készíteni. Az ősbemutatóra Egerben került sor. Valamint megjelentette a zenetanításról szóló, Varázsjelek című könyvét.

## Munkássága

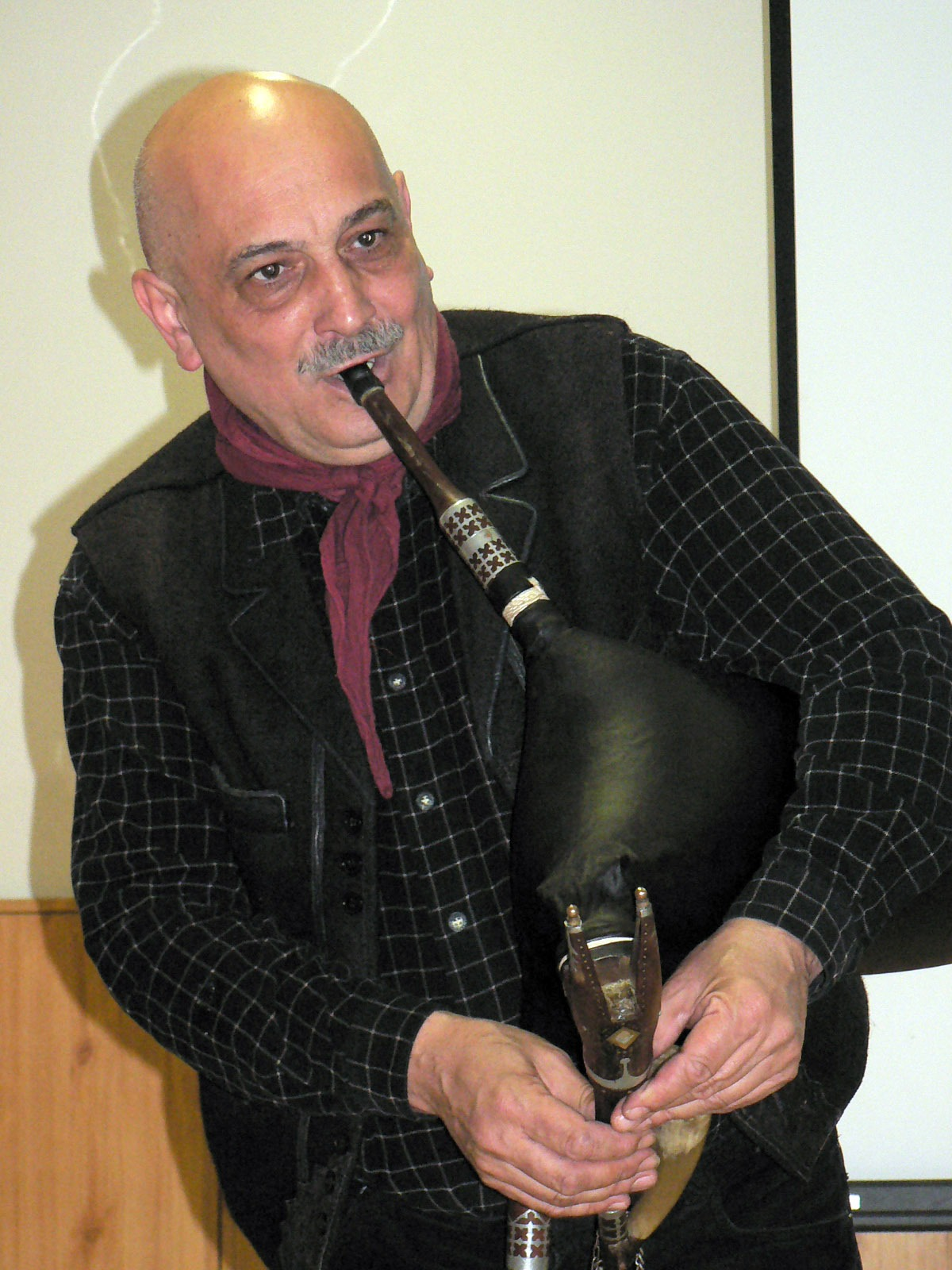
Ifj. Csoóri Sándor dudán játszik

Elmondható, hogy a hazai hangszeres népzenei mozgalom egyik elindítója, a Muzsikás együttes és a Magyar Dudazenekar alapító tagja.
Meggyőződése, hogy a zene is egy nyelv, amit, úgy kell tanulni, mint az anyanyelvet: állandó hallgatással és próbálgatással. Lehetősége volt még maguktól az adatközlőktől közvetlenül megtanulni a népzenét. Hegedülni Ádám István „Icsántól”, idősebbik fiától (ifjabb Ádám Istvántól) pedig kontrázni tanult. Dudán Seres Imre középtúri és Szikora János ipolypalásti palóc dudások tanították. Utóbbi 1911-ben készült dudáját is ráhagyta Csoóri Sándorra, így később ezzel a dudával kezdett tanítani az Óbudai Népzene Iskolában (Szikora János immár több, mint 100 éves dudája ma a Néprajzi Múzeum gyűjteményében található). Ahogy a széki népzenét Ádám István „Icsántól” és Moldován György „Ilka Gyuri” széki prímásoktól, úgy a magyarpalatkait Kodoba Ignác „Náci bácsi”, Kodoba Márton és Kodoba Béla zenészektől, a kalotaszegit pedig Antal Ferenc Árus mérai prímástól tanulhatta.

## Megjelent könyvei
- Dudanóták gyűjteménye (énekelt dallamok). összeállította: Csoóri Sándor. Somogy Megyei Művelődési Központ, 1986
- Varázsjelek. Út a magyar ősműveltséghez a zenetanulás alapján. 2000, 2003
- Zeneszavak. 277 magyar pentaton népdal képzeletfejlesztő képekkel. 2004

## Díjak, kitüntetések
- Liszt Ferenc-díj – a Muzsikás együttes tagjaként (1995)
- Magyar Művészetért díj (2004)
- Prima díj (2015)[3]
- Kossuth-díj (2016)

## Diszkográfia
Muzsikás együttessel:
- Élő népzene I. Muzsikás. 1978
- Nem úgy van most, mint volt régen. 1982
- Nem arról hajnallik, amerről hajnallott. 1986
- Dúdoltam én Sebestyén Márta. 1987
- Ősz az idő. 1989
- Szól a kakas már. 1992
- Hazafelé. 1996

Ifjú Muzsikással:
- Fehér és fekete. 1997
- Ifjú Muzsikás Egy 1998 (Fonó Records)
- Hunzene. 2009

Önállóan:
- Jézus születése. 2000, folkopera megzenésítése